# Ока (приток Ика)
Ока — река в России, протекает по Свердловской области (исток в Артинском районе) и Башкортостану, правый приток реки Ик. Длина реки составляет 99 км, площадь бассейна — 1080 км². Впадает в пруд недалеко от села Большеустьикинского в 7,3 км от устья Ика. Высота устья — 192,6 м над уровнем моря. На реке находятся сёла Большая Ока и Средняя Ока, а также другие населённые пункты. Основные притоки: Малая Карзя, Карзя, Таврушка.

## Данные водного реестра
- Код водного объекта — 10010201012111100022679
- Код по гидрологической изученности 111102267
- Номер тома по ГИ 11
- Выпуск по ГИ 1